# 1929-es Giro d’Italia
Az 1929-es Giro d’Italia volt a 17. olasz kerékpáros körverseny. Május 19-én kezdődött és június 9-én ért véget. A verseny 14 szakaszból állt, ezek össztávja 2920 km volt. A végső győztes az olasz Alfredo Binda lett.

## Végeredmény
|     | Versenyző           | Idő             |
| --- | ------------------- | --------------- |
| 1.  | Alfredo Binda       | 107 óra 18' 24" |
| 2.  | Domenico Piemontesi | 3' 44"          |
| 3.  | Leonida Frascarelli | 5' 04"          |
| 4.  | Antonio Negrini     | 6' 36"          |
| 5.  | Luigi Giacobbe      | 8' 43"          |
| 6.  | Allegro Grandi      | 12' 52"         |
| 7.  | Giuseppe Pancera    | 14' 44"         |
| 8.  | Alfonso Piccin      | 15' 29"         |
| 9.  | Michele Orecchia    | 15' 33"         |
| 10. | Ambrogio Morelli    | 16' 29"         |